# Pyhäjärvi, Nylands län
Pyhäjärvi Nl (finska: Pyhäjärvi Ul) var en självständig kommun i landskapet Nyland i Finland. Kommunen har sedan 1969 varit en del av Högfors stad i 1969. Bokstäver Nl efter kommunnamnet betyder Nylands län för att skilja kommunen från Pyhäjärvi Ul i Uleåborgs län och Pyhäjärvi Vbl i i Viborgs län.
Pyhäjärvi Nl var enspråkigt finskt och dess grannkommuner var Högfors, Vichtis, Loppis, Tammela och Pusula.

## Historia
På 1300-talet låg Pyhäjärvi-området i gränsen mellan Janakkala och Lojo församlingar. År 1507 blev Pyhäjärvi en del av Vichtis församling, som hade avskiljts från Lojo församling. Pyhäjärvi blev en kapellförsamling under Vichtis i 1654. Ursprungligen var Pyhäjärvi känd som Pahajärvi, men namnet etablerades som Pyhäjärvi under slutet av 1600-talet eller 1700-talet.
Enligt ett beslut av den kejserliga senaten 1861 skulle Pyhäjärvi bildas till en självständig församling, men detta förverkligades först 1869. Baserat på kommunförordningen från 1865 började Pyhäjärvi fungera som en självständig kommun år 1868.
Pyhäjärvi centrum blev Högfors köping år 1932. År 1696 slogs hela Pyhäjärvi samman med Högfors köping. Fram till dess hade både kommunen och köpingen tillhört Pyhäjärvi församling, vars namn ändrades till Högfors församling i samband med kommunsammanslagningen. Högfors köping blev en stad år 1977.

## Geografi

### Byar
Vaskijärvi, Ahmoo, Tuorila, Högfors, Vattola, Haavisto, Vuotinainen, Järvenpää, Siikala och Nyhkälä

## Kultur

### Välkända pyhäjärvibor
- Lauri Aho, Helsingfors stadsdirektör
- Wilhelm Jägerroos, handelsråd
- Jorma "Joppe" Karhunen, stridspilot
- Kaj Kunnas, sportkommentator
- Valto Olenius, stavhoppare
- Kalevi Olin, riksdagsledamot
- Rainer Virtanen, riksdagsledamot
- Viljo Virtanen, riksdagsledamot, minister, lantråd och stadsdirektör